# Andreas Peter Weis
Andreas Peter Weis, född den 30 oktober 1851 i Köpenhamn, död den 8 september 1935 i Gentofte, var en dansk ämbetsman. Han var son till Carl Weis.
Weis blev juris kandidat 1877, ingick i Kultusministeriet samt var departementschef där 1912–1916 och i Undervisningsministeriet 1916–1921. Från 1921 var han administratör vid konstakademien. Åren 1909–1913 var han konstituerad chef för Det Kongelige Teater.

## Utmärkelser
- Riddare av Dannebrogorden,  1894[1]
- Dannebrogsmännens hederstecken,  1901[1]
- Kommendör av Dannebrogorden,  1912[1]

[Redigera Wikidata]